# جام جهانی فوتسال
جام جهانی فوتسال (FIFA Futsal World Cup) یک رقابت بین‌المللی فوتسال است که تیم‌های ملی بزرگسال مردان فوتسال که از اعضای فدراسیون بین‌المللی این رشته (FIFA) هستند در آن به رقابت می‌پردازند. این مسابقات از زمان برگزاری نخستین دوره در سال ۱۹۸۹ هر چهار سال یک بار برگزار شده است، به جز در سال‌ ۲۰۲۰ که به دلیل همه‌گیری ویروس کرونا با یک سال تأخیر برگزار شد. قهرمان فعلی این رقابت‌ها برزیل است که اولین قهرمانی خود را در جام جهانی فوتسال ۲۰۲۴ ازبکستان به‌دست آورد. 

## تاریخچه مسابقات
جام جهانی فوتسال مردان معتبرترین مسابقات بین‌المملی فوتسال به‌شمار می‌رود که در سال ۱۹۸۹ اولین دوره آن برگزار شد. نخستین دوره جام جهانی فوتسال در سال ۱۹۸۹ در کشور هلند برگزار شد که دو تیم برزیل و هلند به فینال این رقابت‌ها راه یافتند. در دیدار فینال تیم برزیل با برتری ۲ بر ۱ برابر میزبان توانستد فاتح اولین دوره این رقابت‌ها شود. در مسابقه رده‌بندی این دوره نیز تیم ایالات متحده آمریکا با برد برابر بلژیک سوم شد. چگونگی برگزاری فعلی مسابقات به این ترتیب است که در مجموع ۲۴ تیم برای مسابقات نهایی واجد شرایط می‌شوند، علاوه‌ بر تیم میزبان که به‌طور خودکار به‌دلیل میزبانی مسابقات، واجد شرایط می‌شود، ۲۳ تیم دیگر از شش رقابت درون قاره‌ای واجد شرایط می‌شوند. به‌طور کلی، ۱۲۱ کشور مجوز حضور در مرحله انتخابی این مسابقات را دارند.
تا جام جهانی ۲۰۲۴، ۹ فینال برگزار شده و ۴۷ تیم با هم رقابت کرده‌اند که فقط ۴ کشور موفق به کسب قهرمانی در این مسابقات شده‌اند.
برزیل با پنج بار قهرمانی رکورددار این مسابقات محسوب می‌شد. همچنین کشورهای اسپانیا با دو قهرمانی، پرتغال و آرژانتین با یک قهرمانی دیگر قهرمانان این رقابت هستند.
تاکنون ۹ کشور میزبان جام جهانی فوتسال بوده‌اند که ازبکستان میزبان جام جهانی فوتسال ۲۰۲۴ دهمین میزبان این رقابت‌ها به‌شمار می‌رود.

## نتایج
| سال  | میزبان   | دور نهایی   | دور نهایی            | دور نهایی        | جایگاه سوم       | جایگاه سوم        | جایگاه سوم   | تعداد تیم‌های حاضر |
| سال  | میزبان   | قهرمان(طلا) | نتیجه                | نایب‌قهرمان(نقره) | جایگاه سوم(برنز) | نتیجه             | جایگاه چهارم | تعداد تیم‌های حاضر |
| ---- | -------- | ----------- | -------------------- | ---------------- | ---------------- | ----------------- | ------------ | ----------------- |
| ۱۹۸۹ | هلند     | برزیل       | ۲ – ۱                | هلند             | آمریکا           | ۳ – ۲             | بلژیک        | ۱۶                |
| ۱۹۹۲ | هنگ کنگ  | برزیل       | ۴ – ۱                | آمریکا           | اسپانیا          | ۹ – ۶             | ایران        | ۱۶                |
| ۱۹۹۶ | اسپانیا  | برزیل       | ۶ – ۴                | اسپانیا          | روسیه            | ۳ – ۲             | · اوکراین    | ۱۶                |
| ۲۰۰۰ | گواتمالا | اسپانیا     | ۴ – ۳                | برزیل            | پرتغال           | ۴ – ۲             | روسیه        | ۱۶                |
| ۲۰۰۴ | تایوان   | اسپانیا     | ۲ – ۱                | ایتالیا          | برزیل            | ۷ – ۴             | آرژانتین     | ۱۶                |
| ۲۰۰۸ | برزیل    | برزیل       | ۲ – ۲ (۴ – ۳) پنالتی | اسپانیا          | ایتالیا          | ۲ – ۱             | روسیه        | ۲۰                |
| ۲۰۱۲ | تایلند   | برزیل       | ۳ - ۲                | اسپانیا          | ایتالیا          | ۳ - ۰             | کلمبیا       | ۲۴                |
| ۲۰۱۶ | کلمبیا   | آرژانتین    | ۵ - ۴                | روسیه            | ایران            | ۲ - ۲ (۳-۴)پنالتی | پرتغال       | ۲۴                |
| ۲۰۲۱ | لیتوانی  | پرتغال      | ۲ - ۱                | آرژانتین         | برزیل            | ۴ - ۲             | قزاقستان     | ۲۴                |
| ۲۰۲۴ | ازبکستان |             |                      |                  |                  |                   |              | ۲۴                |

## آمار
| رتبه  | کشور                | طلا | نقره | برنز | مجموع |
| ۱     | برزیل               | ۶   | ۱    | ۲    | ۸     |
| ۲     | اسپانیا             | ۲   | ۳    | ۱    | ۶     |
| ۳     | آرژانتین            | ۱   | ۱    | ۰    | ۲     |
| ۴     | پرتغال              | ۱   | ۰    | ۱    | ۲     |
| ۵     | ایتالیا             | ۰   | ۱    | ۲    | ۳     |
| ۶     | روسیه               | ۰   | ۱    | ۱    | ۲     |
| ۶     | ایالات متحده آمریکا | ۰   | ۱    | ۱    | ۲     |
| ۸     | هلند                | ۰   | ۱    | ۰    | ۱     |
| ۹     | ایران               | ۰   | ۰    | ۱    | ۱     |
| مجموع | مجموع               | ۹   | ۹    | ۹    | ۲۷    |

## رده‌بندی کلی
| رتبه | نام تیم ملی         | تعداد حضور | تعداد بازی | برد | مساوی | باخت | گل زده | گل خورده | تفاضل گل | امتیاز کل | بهترین نتیجه       |
| ---- | ------------------- | ---------- | ---------- | --- | ----- | ---- | ------ | -------- | -------- | --------- | ------------------ |
| ۱    | برزیل               | 9          | ۶۰         | ۵۱  | ۶     | ۳    | ۳۹۸    | ۹۳       | ۳۰۵+     | ۱۵۹       | ۵ قهرمانی          |
| ۲    | اسپانیا             | ۸          | ۵۶         | ۴۴  | ۵     | ۷    | ۲۴۱    | ۱۰۹      | ۱۳۲+     | ۱۳۷       | ۲ قهرمانی          |
| ۳    | ایتالیا             | ۷          | ۴۳         | ۲۷  | ۳     | ۱۳   | ۱۵۳    | ۹۶       | ۵۷+      | ۸۴        | نایب قهرمانی       |
| ۴    | آرژانتین            | ۸          | ۴۸         | ۲۵  | ۶     | ۱۷   | ۱۳۶    | ۱۱۶      | ۲۰+      | ۸۱        | یک قهرمانی         |
| ۵    | روسیه               | ۶          | ۴۰         | ۲۳  | ۴     | ۱۳   | ۲۲۰    | ۱۰۸      | ۱۱۲+     | ۷۳        | نایب قهرمانی       |
| ۶    | پرتغال              | ۵          | ۳۰         | ۱۷  | ۴     | ۹    | ۱۰۰    | ۶۴       | ۳۶+      | ۵۵        | یک قهرمانی         |
| ۷    | ایران               | ۷          | ۳۵         | ۱۶  | ۶     | ۱۳   | ۱۱۸    | ۱۱۶      | ۲+       | ۵۴        | مدال برنز          |
| ۸    | اوکراین             | ۵          | ۳۰         | ۱۴  | ۵     | ۱۱   | ۱۰۵    | ۸۱       | ۲۴+      | ۴۷        | مقام چهارمی        |
| ۹    | هلند                | ۴          | ۲۶         | ۱۲  | ۵     | ۹    | ۷۶     | ۷۶       | ۰        | ۴۱        | نایب قهرمانی       |
| ۱۰   | ایالات متحده آمریکا | ۵          | ۲۹         | ۱۲  | ۴     | ۱۳   | ۸۹     | ۸۶       | ۳+       | ۴۰        | نایب قهرمانی       |
| ۱۱   | پاراگوئه            | ۶          | ۲۸         | ۱۰  | ۵     | ۱۳   | ۹۳     | ۸۸       | ۵+       | ۳۵        | حضور در ۱/۴ نهایی  |
| ۱۲   | بلژیک               | ۳          | ۲۰         | ۱۰  | ۲     | ۸    | ۵۶     | ۵۱       | ۵+       | ۳۲        | مقام چهارمی        |
| ۱۳   | مصر                 | ۶          | ۲۵         | ۱۰  | ۰     | ۱۵   | ۹۰     | ۱۰۱      | ۱۱-      | ۳۰        | حضور در ۱/۴ نهایی  |
| ۱۴   | چک                  | ۳          | ۱۴         | ۵   | ۱     | ۸    | ۲۹     | ۴۲       | ۲۳-      | ۱۶        | حضور در ۱/۴ نهایی  |
| ۱۵   | کلمبیا              | ۲          | ۱۱         | ۴   | ۳     | ۴    | ۲۷     | ۲۵       | ۲+       | ۱۵        | مقام چهارمی        |
| ۱۶   | تایلند              | ۵          | ۱۸         | ۵   | ۰     | ۱۳   | ۴۵     | ۸۶       | ۴۱-      | ۱۵        | حضور در ۱/۸ نهایی  |
| ۱۷   | اروگوئه             | ۳          | ۱۳         | ۴   | ۱     | ۸    | ۳۰     | ۳۹       | ۹-       | ۱۳        | حضور در ۱/۸ نهایی  |
| ۱۸   | استرالیا            | ۷          | ۲۱         | ۴   | ۱     | ۱۶   | ۳۴     | ۱۱۸      | ۸۴-      | ۱۳        | حذف در مرحله گروهی |
| ۱۹   | گواتمالا            | ۴          | ۱۰         | ۴   | ۰     | ۶    | ۳۲     | ۶۴       | ۳۲-      | ۱۲        | حذف در مرحله گروهی |
| ۲۰   | ژاپن                | ۴          | ۱۴         | ۳   | ۲     | ۹    | ۳۴     | ۶۳       | ۲۹-      | ۱۱        | حضور در ۱/۸ نهایی  |
| ۲۱   | کاستاریکا           | ۴          | ۹          | ۳   | ۱     | ۹    | ۳۲     | ۶۴       | ۳۲-      | ۱۰        | حضور در ۱/۸ نهایی  |
| ۲۲   | کرواسی              | ۱          | ۶          | ۳   | ۰     | ۳    | ۱۸     | ۱۵       | ۳+       | ۹         | حضور در ۱/۴ نهایی  |
| ۲۳   | مجارستان            | ۱          | ۶          | ۲   | ۲     | ۲    | ۲۳     | ۱۷       | ۶+       | ۸         | حضور در ۱/۴ نهایی  |
| ۲۴   | آذربایجان           | ۱          | ۵          | ۲   | ۱     | ۲    | ۲۵     | ۱۸       | ۷+       | ۷         | حضور در ۱/۴ نهایی  |
| ۲۵   | صربستان             | ۱          | ۴          | ۲   | ۱     | ۱    | ۱۳     | ۷        | ۶+       | ۷         | حضور در ۱/۸ نهایی  |
| ۲۶   | لهستان              | ۱          | ۶          | ۲   | ۰     | ۴    | ۱۵     | ۲۲       | ۷-       | ۶         | حضور در ۱/۸ نهایی  |
| ۲۷   | قزاقستان            | ۲          | ۷          | ۲   | ۰     | ۵    | ۲۳     | ۳۱       | ۸-       | ۶         | حضور در ۱/۸ نهایی  |
| ۲۸   | پاناما              | ۲          | ۷          | ۲   | ۰     | ۵    | ۲۰     | ۴۵       | ۲۵-      | ۶         | حذف در مرحله گروهی |
| ۲۹   | دانمارک             | ۱          | ۳          | ۱   | ۱     | ۱    | ۱۲     | ۱۰       | ۲+       | ۴         | حذف در مرحله گروهی |
| ۳۰   | کانادا              | ۱          | ۳          | ۱   | ۰     | ۲    | ۷      | ۷        | ۰        | ۳         | حذف در مرحله گروهی |
| ۳۱   | هنگ کنگ             | ۱          | ۳          | ۱   | ۰     | ۲    | ۷      | ۷        | ۰        | ۳         | حذف در مرحله گروهی |
| ۳۲   | کویت                | ۱          | ۳          | ۱   | ۰     | ۲    | ۸      | ۱۳       | ۵-       | ۳         | حذف در مرحله گروهی |
| ۳۳   | ویتنام              | ۱          | ۴          | ۱   | ۰     | ۳    | ۵      | ۱۸       | ۱۳-      | ۳         | حضور در ۱/۸ نهایی  |
| ۳۴   | کوبا                | ۵          | ۱۳         | ۱   | ۰     | ۱۲   | ۲۴     | ۹۱       | ۶۷-      | ۳         | حذف در مرحله گروهی |
| ۳۵   | جزایر سلیمان        | ۳          | ۱۰         | ۱   | ۰     | ۹    | ۱۸     | ۱۲۰      | ۱۰۲-     | ۳         | حذف در مرحله گروهی |
| ۳۶   | ازبکستان            | ۱          | ۳          | ۰   | ۱     | ۲    | ۵      | ۱۱       | ۶-       | ۱         | حذف در مرحله گروهی |
| ۳۷   | لیبی                | ۲          | ۷          | ۰   | ۱     | ۶    | ۱۰     | ۳۶       | ۲۶-      | ۱         | حذف در مرحله گروهی |
| ۳۸   | نیجریه              | ۱          | ۳          | ۰   | ۰     | ۳    | ۷      | ۱۵       | ۸-       | ۰         | حذف در مرحله گروهی |
| ۳۹   | مکزیک               | ۱          | ۳          | ۰   | ۰     | ۳    | ۴      | ۱۳       | ۹-       | ۰         | حذف در مرحله گروهی |
| ۴۰   | زیمبابوه            | ۱          | ۳          | ۰   | ۰     | ۳    | ۳      | ۱۴       | ۱۱-      | ۰         | حذف در مرحله گروهی |
| ۴۱   | الجزایر             | ۱          | ۳          | ۰   | ۰     | ۳    | ۵      | ۱۷       | ۱۲-      | ۰         | حذف در مرحله گروهی |
| ۴۲   | موزامبیک            | ۱          | ۳          | ۰   | ۰     | ۳    | ۷      | ۲۲       | ۱۵-      | ۰         | حذف در مرحله گروهی |
| ۴۳   | مراکش               | ۲          | ۶          | ۰   | ۰     | ۶    | ۱۱     | ۲۹       | ۱۸-      | ۰         | حذف در مرحله گروهی |
| ۴۴   | مالزی               | ۱          | ۳          | ۰   | ۰     | ۳    | ۴      | ۲۴       | ۲۰-      | ۰         | حذف در مرحله گروهی |
| ۴۵   | عربستان سعودی       | ۱          | ۳          | ۰   | ۰     | ۳    | ۴      | ۲۷       | ۲۳-      | ۰         | حذف در مرحله گروهی |
| ۴۶   | تایوان              | ۱          | ۳          | ۰   | ۰     | ۳    | ۲      | ۲۹       | ۲۷-      | ۰         | حذف در مرحله گروهی |
| ۴۷   | چین                 | ۳          | ۱۰         | ۰   | ۰     | ۱۰   | ۱۵     | ۶۶       | ۵۱-      | ۰         | حذف در مرحله گروهی |

## آقای گل ادوار مختلف
| سال برگزاری | نام آقای گل   | ملیت     | تعداد گل |
| ----------- | ------------- | -------- | -------- |
| ۱۹۸۹        | لاژیو         | مجارستان | ۷        |
| ۱۹۹۲        | سعید رجبی     | ایران    | ۱۷       |
| ۱۹۹۶        | مانوئل توبیاس | برزیل    | ۱۴       |
| ۲۰۰۰        | مانوئل توبیاس | برزیل    | ۱۹       |
| ۲۰۰۴        | فالکائو       | برزیل    | ۱۶       |
| ۲۰۰۸        | پولا          | روسیه    | ۱۳       |
| ۲۰۱۲        | ادر لیما      | روسیه    | ۹        |
| ۲۰۱۶        | ریکاردینیو    | پرتغال   | ۱۲       |
| ۲۰۲۱        | فرائو         | برزیل    | ۹        |

## برترین گلزنان کل ادوار
| رتبه | نام               | ملیت    | تعداد گل | تعداد بازی | تورنمنت‌های حضور یافته        | میانگین گل در هر بازی |
| ---- | ----------------- | ------- | -------- | ---------- | ---------------------------- | --------------------- |
| ۱    | فالکائو           | برزیل   | ۴۸       | ۳۳         | ۲۰۰۰، ۲۰۰۴، ۲۰۰۸، ۲۰۱۲، ۲۰۱۶ | ۱/۴۵                  |
| ۲    | مانوئل توبیاس     | برزیل   | ۴۳       | ۳۲         | ۱۹۹۲، ۱۹۹۶، ۲۰۰۰، ۲۰۰۴       | ۱/۳۴                  |
| ۳    | کنستانتین اترمنکو | روسیه   | ۲۸       | ۱۸         | ۱۹۹۲، ۱۹۹۶، ۲۰۰۰             | ۱/۵۶                  |
| ۴    | شوماخر            | برزیل   | ۲۵       | ۲۵         | ۲۰۰۰، ۲۰۰۴، ۲۰۰۸             | ۱                     |
| ۵    | ریکاردینیو        | پرتغال  | ۲۰       | ۱۴         | ۲۰۰۸، ۲۰۱۲، ۲۰۱۶             | ۱/۴۳                  |
| ۶    | ادر لیما          | روسیه   | ۱۹       | ۱۲         | ۲۰۱۲، ۲۰۱۶                   | ۱/۵۸                  |
| ۷    | پولا              | روسیه   | ۱۸       | ۱۴         | ۲۰۰۸، ۲۰۱۲                   | ۱/۲۹                  |
| ۸    | سعید رجبی         | ایران   | ۱۷       | ۸          | ۱۹۹۲                         | ۲/۱۲                  |
| ۹    | ایندیو            | برزیل   | ۱۵       | ۱۶         | ۲۰۰۰، ۲۰۰۸                   | ۰/۹۴                  |
| ۱۰   | دنیل              | اسپانیا | ۱۴       | ۱۵         | ۲۰۰۰، ۲۰۰۸                   | ۰/۹۳                  |

## جوایز
از جام جهانی ۲۰۰۸ برزیل به بعد فیفا تصمیم به اهدای جوایز متعددی برای جذابیت بهتر مسابقات، افزایش انگیزه تیم‌های شرکت‌کننده و اعتبار بیشتر مسابقات در نظر گرفت که برندگان این جوایز به این نحو می‌باشند.

## بازی جوانمردانه
| سال برگزاری مسابقات | برنده بازی جوانمردانه |
| ------------------- | --------------------- |
| ۲۰۰۸                | اسپانیا               |
| ۲۰۱۲                | آرژانتین              |
| ۲۰۱۶                | ویتنام                |

## زیباترین گل مسابقات
| سال برگزاری | زننده بهترین گل تورنمنت | ملیت     |
| ----------- | ----------------------- | -------- |
| ۲۰۰۸        | خوزه رافائل گونزالز     | گواتمالا |
| ۲۰۱۲        | سوفاووت تونکلانگ        | تایلند   |
| ۲۰۱۶        | سوفاووت تونکلانگ        | تایلند   |

## توپ طلا
به سه بازیکن برتر هر دوره به ترتیب اثربخشی آن‌ها سه جایزه توپ طلا،توپ نقره و توپ برنز اهدا می‌شود.
برندگان این جوایز به این ترتیب است :
| سال برگزاری | توپ طلا        | توپ نقره | توپ برنز         |
| ----------- | -------------- | -------- | ---------------- |
| ۲۰۰۸        | فالکائو        | شوماخر   | تیاگو            |
| ۲۰۱۲        | نتو            | کیکه     | ریکاردینیو       |
| ۲۰۱۶        | فرناندو ویلهلم | ادر لیما | احمد اسماعیل پور |

## کفش طلا
سه گلزن برتر هر دوره به ترتیب کفش طلا،کفش نقره و کفش برنز دریافت می‌کنند.
| دوره | کفش طلا    | تعداد گل | کفش نقره        | تعداد گل | کفش برنز   | تعداد گل |
| ---- | ---------- | -------- | --------------- | -------- | ---------- | -------- |
| ۲۰۰۸ | پولا       | ۱۶       | فالکائو         | ۱۵       | لنیزیو     | ۱۱       |
| ۲۰۱۲ | ادر لیما   | ۹        | رودولفو فورتینو | ۸        | فرناندینیو | ۷        |
| ۲۰۱۶ | ریکاردینیو | ۱۲       | ادر لیما        | ۱۰       | فالکائو    | ۱۰       |

## دستکش طلایی
جایزه بهترین دروازه بان هر دوره
| سال برگزاری | برنده دستکش طلایی  | ملیت     |
| ----------- | ------------------ | -------- |
| ۲۰۰۸        | تیاگو              | برزیل    |
| ۲۰۱۲        | استفانو مامارلا    | ایتالیا  |
| ۲۰۱۶        | نیکولاس سارمیه نتو | آرژانتین |